# Gian Giacomo Trivulzio
 Gian Giacomo Trivulzio  (1440 o 1441 - 5 de desembre de 1518) fou un aristòcrata del Ducat de Milà que va ocupar diversos càrrecs militars durant les Guerres italianes.
Trivulzio va néixer a Milà. Inicialment al servei de Lluís Sforza, el 1483 va passar a ser aliat de Carles VIII de França. Nomenat per Lluís XII de França governador de Milà, va intervenir a la batalla d'Agnadello, i va liderar contingents de l'exèrcit francès a la batalla de Novara (1513) i a la de Marignano. Va morir a Arpajon, França, el 1518.

## Al servei de Nàpols
En el 1488, es casà amb Beatriu d'Ávalos, parenta d'en Francesc Ferran d'Ávalos.

## Tomba
La seva tomba va ser esculpida per Leonardo da Vinci.